# Eitzen (Minnesota)
Eitzen es una ciudad ubicada en el condado de Houston en el estado estadounidense de Minnesota. En el Censo de 2010 tenía una población de 243 habitantes y una densidad poblacional de 162,32 personas por km².

## Geografía
Eitzen se encuentra ubicada en las coordenadas 43°30′30″N 91°27′54″O / 43.50833, -91.46500. Según la Oficina del Censo de los Estados Unidos, Eitzen tiene una superficie total de 1.5 km², de la cual 1.5 km² corresponden a tierra firme y (0%) 0 km² es agua.

## Demografía
Según el censo de 2010, había 243 personas residiendo en Eitzen. La densidad de población era de 162,32 hab./km². De los 243 habitantes, Eitzen estaba compuesto por el 100% blancos, el 0% eran afroamericanos, el 0% eran amerindios, el 0% eran asiáticos, el 0% eran isleños del Pacífico, el 0% eran de otras razas y el 0% pertenecían a dos o más razas. Del total de la población el 0% eran hispanos o latinos de cualquier raza.